# صدمة قلبية
صدمة قلبية أو صدمة قلبية المنشأ السبب الأساسي له هو دورة دموية غير كافية بسبب فشل أساسي للبطينين للعمل بفعالية.
يؤدي هذا النوع من الفشل إلى تروية دموية غير كافي لأنسجة القلب، لتلبية كمية الأكسجين والمواد الغذائية اللازمة والتي تحتاجها تلك الأنسجة بشكل طبيعي. وتعتبر قاتلة في كثير من الأحيان. يؤدي كذلك إلى انتشار موت خلايا الأنسجة بسبب نقص كمية الأكسجين والمواد الغذائية (مثل نقص سكر الدم). بسبب هذه الأمور من الممكن الأصابة بسكتة قلبية.
تُعرف الصدمة القلبية بانخفاض ضغط الدم المستمر مع انخفاض التروية الدموية على الرغم من أن الضغط أمتلاء البطين الأيسر مُناسب. من علامات انخفاض التروية الدموية للأنسجة تضم قلة البول (<30 مل / ساعة)، أطراف باردة وحالة مُتقلبة من الوعي.

## علامات وأعراض
- انخفاض ضغط الدم.
- سرعة النبض.
- تضيق دوراني طرفي
- تعرق، وتململ، وجوع هوائي، وفقدان الوعي أحيانًا.
- وذمة الرئة.
- غياب النبض في اضطراب نظم قلبي.
- انتفاخ الأوردة الوداجية.

## الأسباب
السبب الرئيسي هو التخثر المفاجئ في الأوعية القلبية الواسعة، حيث يظن أن عاملين يؤثران وهما؛ إخفاق بطيني يساري حاد يؤدي إلى هبوط متهور مفاجئ في نتاج القلب وإخفاق طرفي ناتج عن التوسع الشعيري المنتشر. ويكون التضيق الشُرَيْني الجلدي هو الآلية المعوضة، وربما تحفز المكون الطرفي من قبل تأثير الألم الإقفاري القلبي الحاد. وهناك أسباب أخرى للصدمة القلبية كالصمّة الرئوية الكبيرة، والتهاب القلب الخاطف الحاد، واضطراب نظم القلب، كتسارع القلب البطيني المتناوب، اعتلال عضلة القلب ومشاكل في الصمامات القلبية.

### تخطيط كهربية القلب
- اضطراب نظم قلبي.
- احتشاء عضل القلب
- علامات اعتلال عضلة القلب.

## العلاج
يعتمد علاج الصدمة القلبية بشكل عام بالحد والتقليل من أسبابها مثل قلة الأكسجين الواصل للأنسجة وذلك أما عن طريق زيادة كمية الأكسجين عن طريق التنبيب وأصلاح انخفاض ضغط الدم. أما الطريقة الثانية تعتمد على الحد من استخدام الأكسجين وذلك عن طريق علاج اللالام وعلاج اضطراب نظم قلبي بواسطة تقويم نظم القلب. ويعتبر رأب الوعاء التاجي من أفضل أنواع العلاج.